# Early Days: The Best of Led Zeppelin Volume One
Early Days: Best of Led Zeppelin Volume One – kompilacja utworów angielskiego zespołu rockowego Led Zeppelin wydana przez wytwórnię Atlantic Records 23 listopada 1999. Utwory te pochodzą z początkowego okresu działalności zespołu: 1968 – 1971.
Album zadebiutował na 71. miejscu listy Pop Albums Billboardu.

## Lista utworów
| 1.  | Good Times, Bad Times (Bonham/Jones/Page)                      | 2:48    |
|     |                                                                |         |
| 2.  | Babe I’m Gonna Leave You (Bredon/Page/Plant)                   | 6:41    |
|     |                                                                |         |
| 3.  | Dazed and Confused (Page)                                      | 6:27    |
|     |                                                                |         |
| 4.  | Communication Breakdown (Bonham/Jones/Page)                    | 2:29    |
|     |                                                                |         |
| 5.  | Whole Lotta Love (Bonham/Dixon/Jones/Page/Plant)               | 5:34    |
|     |                                                                |         |
| 6.  | What Is and What Should Never Be (Page/Plant)                  | 4:44    |
|     |                                                                |         |
| 7.  | Immigrant Song (Page/Plant)                                    | 2:25    |
|     |                                                                |         |
| 8.  | Since I’ve Been Loving You (Page/Plant/Jones)                  | 7:24    |
|     |                                                                |         |
| 9.  | Black Dog (Page/Plant/Jones)                                   | 4:54    |
|     |                                                                |         |
| 10. | Rock and Roll (Page/Plant/Jones/Bonham)                        | 3:41    |
|     |                                                                |         |
| 11. | The Battle of Evermore (Page/Plant)                            | 5:52    |
|     |                                                                |         |
| 12. | When the Levee Breaks (Page/Plant/Jones/Bonham/Memphis Minnie) | 7:08    |
|     |                                                                |         |
| 13. | Stairway to Heaven (Page/Plant)                                | 8:02    |
|     |                                                                |         |
|     |                                                                | 1:08:09 |
|     |                                                                |         |

## Muzycy
- Jimmy Page	- gitary akustyczne i elektryczne, produkcja
- Robert Plant – wokal i harmonijka
- John Paul Jones – gitara basowa, organy, mandolina
- John Bonham – bębny i perkusja
- Sandy Denny – wokal w "Battle of Evermore"

## Dodatkowe informacje
Enhanced CD zawiera teledysk promocyjny wersji studyjnej utworu "Communication Breakdown", dopasowanego do nagrania telewizyjnego ze Szwecji z 1969. Pierwsze cztery utwory pochodzą z pierwszego albumu zespołu, kolejne dwa z drugiego, kolejne dwa z trzeciego, a ostatnie pięć z czwartego.